# Айеро, Фрэнк
Фрэнк Энтони Томас Айеро-младший (англ. Frank Anthony Thomas Iero Jr.; род. 31 октября 1981, Белвилл, Эссекс, Нью-Джерси) — американский музыкант, ритм-гитарист и бэк-вокалист альтернативной рок-группы My Chemical Romance (2001—2013, 2019 — н.в.), возглавлявший также собственный коллектив Leathermouth. 26 августа 2014 года в составе группы frnkiero andthe cellabration выпустил альбом «Stomachaches».

## Биография
Фрэнк Энтони Томас Айеро младший родился в Белвилле, Нью-Джерси. Он рос болезненным ребёнком: страдал хроническим бронхитом, другими инфекциями. В подростковом возрасте у Фрэнка был обнаружен вирус Эпштейна — Барр, следствием чего явились симптомы, сходные с симптомами мононуклеоза. Фрэнк также имеет непереносимость лактозы и другие пищевые аллергии.
Айеро-старший был музыкантом: под его влиянием Фрэнк научился играть на инструментах (сначала на ударных, затем на гитаре) и сформировал музыкальные вкусы. Однако родители развелись, и мальчика воспитывала мать Линда, также сыгравшая важную роль в формировании его творческой личности. Именно она предоставила ему в полное распоряжение подвал дома, где он и начал проводить свои первые репетиции — сначала самостоятельно, затем с группой, которую собрал в возрасте 11 лет. По окончании католической школы Queen of Peace High School в Северном Арлингтоне Айеро поступил в Рутгерский университет, но вскоре учёбу ему пришлось оставить, чтобы уделять больше времени My Chemical Romance.

## Творческая жизнь

### Раннее творчество и Pencey Prep (1998—2002)
Фрэнк начал играть в местных группах, включая Hybrid и Sector 12, на панк-сцене Нью-Джерси в возрасте 13 лет. До прихода в My Chemical Romance он был фронтменом панк-группы Pencey Prep. Перед распадом группа выпустила альбом «Heartbreak in Stereo» на независимом лейбле Eyeball Records. Играя с Pencey Prep, Фрэнк познакомился с Джерардом Уэем и другими членами My Chemical Romance, став поклонником группы, он помогал им выступать на своих первых шоу. После того, как Pencey Prep распались, Фрэнк играл в I Am a Graveyard.

### My Chemical Romance
Фрэнк присоединился к My Chemical Romance (как раз искавшим себе второго гитариста) в тот момент, когда группа записывала дебютный альбом I Brought You My Bullets, You Brought Me Your Love. В интервью для Kerrang! он вспоминал об этом:
Я играл в другой группе, и мы выпустили пластинки на одном лейбле. Помню, мы все находились у меня дома, и я стал парням из My Chem делать намёки: мол, моя группа вот-вот распадётся, а их группа мне так нравится… В дебютном альбоме я сыграл в двух или трёх треках, но по сути прошёл с ним весь процесс от начала до конца… Помню, как в фургоне прослушал «Early Sunsets Over Monroeville»: нужно было тут же набросать гитарную партию и ехать её записывать. Я обожал их тексты: в них было столько фантазии, воображения. Джерард был этаким жутковатым комиксовым пареньком. Помню, увидел его на каком-то пати - подумал: Вау, парень крут! Сошлись мы с ним мгновенно. Оригинальный текст (англ.)I was in another band and we'd had a record out on the same label. I remember bein at my house and dropping hints to the My Chem guys that my bavd was breaking up and I really loved their band. I only played on two or three tracks on that record, but I was there for the entire thing. I remember bein in the van outside, listenint to Early Sunsets Over Monroeville, having to write my parts in the van and then run in and record them. I loved the lyrics. There was so much imagery in them, Gerard was just this creepy comic book kid, and I remember meeting him at a party and thinkig: Wow, that kid's fucking rad', and we just got along straight off the bat.Фрэнк Айеро, Kerrang!, февраль 2009 года.
Будучи принятым в состав, Айеро бросил университет, присоединился к группе, уже имевшей репутацию самой интересной в местной музыкальной сцене, и идеально вписался в состав, дополнив стилистическую палитру, в которой до этого доминировал основной гитарист Рэй Торо, в большей степени следовавший традициям хеви-метал. «Я чувствую, что с приходом Айеро наша группа приобрела завершённость. Именно поэтому наше выступление далось нам легче, и мы все стали как единое целое, ещё один человек, который поддерживает всех своей энергетикой, это чертовски здорово, мне это нравится», — говорил Джерард Уэй.
Второй альбом Three Cheers for Sweet Revenge записывался в Лос-Анджелесе. По словам Айеро, это был party time, но как только дело доходило до записи, группа проявляла «рабочие качества». Бывший фронтмен Black Flag Кейт Моррис спел бэк-вокал в нескольких треках альбома исключительно благодаря Айеро, который уговорил его приехать в студию, когда случайно встретил на бензозаправочной станции.
Работа над The Black Parade запомнилась Айеро прежде всего потому, что участники группы жили в особняке с привидением. Согласно легенде, оно являлось здесь ещё Мерлу Хэггарду, который написал об этом песню. По воспоминаниям Айеро переезд в Лос-Анджелес благотворно сказался на качестве материала группы: песни приобрели внутреннюю напряженность. Об эти днях он вспоминал:
Помню, однажды вечером я зашёл в комнату Джерарда: он читал книгу о Преисподней. Мы разговорились о моральных пьесах, о менестрелях и он стал рассуждать о том, почему никто в наши дни не пытается возродить эти формы искусства. Потом разговор перешёл на более личные темы… Джерард — человек, увлекающийся, импульсивный рассказчик: в нём уживаются артист и писатель.Фрэнк Айеро, Kerrang!, февраль 2009 года.

### Leathermouth
Находясь на гастролях с материалом второго альбома MCR Three Cheers for Sweet Revenge (2004), Айеро узнал о том, что дома трое друзей собрали новую группу. Вернувшись на неделю, он получил от них инструментальную демо-плёнку, которая произвела на него сильное впечатление. К тому моменту, как MCR приступили к первым сессиям The Black Parade, новая группа всё ещё не нашла себе вокалиста. «Мне они очень нравились, хотелось хоть в каком-то качестве поучаствовать: нельзя же было допустить, чтобы всё просто так испарилось, — рассказывал он в интервью. — Тогда я сказал: дайте мне пару дней, я напишу несколько песен к текстам, и посмотрим, как пойдет дело».
В результате появились песни «Bodysnatchers Forever» и «Murder Was The Case That They Gave Me», наполненные (по выражению корреспондента журнала Kerrang!) «почти животной хардкор-агрессией». Совершенно неожиданно для себя Айеро — уже с микрофоном, а не гитарой, — оказался фронтменом новой группы, в состав которой вошли также гитарист Роб Хьюз, Уолтер Сикерт и Джон Хэйг.

По словам гитариста, сохранить баланс не составило для него проблемы:
Переход произошел очень легко. Я вернулся из турне и вдруг ощутил необходимость начать нечто совершенно новое, свежее, что бы открыло мне в голове новые пространства в иной музыкальный жанр… Другое дело, живые выступления: они расшатывают нервы. Я вообще-то не считаю себя фронтменом ни в каком смысле этого слова. После того, как понял, что это такое, я ещё больше зауважал Джерарда!Фрэнк Айеро, Kerrang!, 17 января 2009 года.
Именно в новой группе Айеро, по его словам, смог реализовать все негативные чувства по отношению к обществу и окружающему миру, чего ему не удавалось сделать в основной группе. Осенью 2008 года Leathermouth провели турне, выступая в первом отделении концертов Reggie and the Full Effect, а в октябре подписали контракт с Epitaph Records.
Дебютный альбом Leathermouth XØ вышел 27 января 2009 года на Epitaph. Работа над пластинкой началась, ещё когда записывался The Black Parade. Айеро рассказывал: «Как только выдавалась свободная минутка, мы отправлялись репетировать ко мне домой и записываться в подвале. Чистого времени на альбом ушло месяца два, но они распылились на пару лет».
17 января 2009 года рецензент журнала Kerrang! Алистер Лоуренс высоко оценил как альбом в целом (4/5), так и вклад в него Айеро, отметив острые и злые тексты, основными мишенями которых стали коррумпированные политики, «безмозглый общественный конформизм», а также средства массовой информации, подвергающие нападкам рок-музыку, перекладывая на неё ответственность за общественные пороки.

Признано официально: Айеро теперь — рассерженный молодой человек. При том, что Leathermouth — вполне самостоятельная группа, фокус внимания сконцентрирован на Айеро, мало того, что знаменитом гитаристе MCR, так теперь ещё и фронтмене и ведущем вокалисте. Поработал он здесь отменно. Отбросьте предубеждения: «XO» — один из самых едких, острых и злобных хардкор-панк-альбомов, которые вы услышите в этом году. — Kerrang!, Алистер Лоуренс.
Оригинальный текст (англ.)Frank Iero is officially an angry young man. Much as Leathermouth are a proper band, the focus is undoubtedly on Iero, famous as the guitarist in MCR but stepping into limelight here as Leathermouth's lead vocalist and frontman. He's done a great job too. Ditch your preconceptions: XO is one of the most caustic, abrasive and vitriolic hardcore punk albums you'll hear all year.
Премьера первого сингла «Weighted» в составе группы frnkiero andthe cellabration, состоялась на BBC Radio One 8 июля 2014 года.

## Инструменты
В ранние годы My Chemical Romance Айеро в основном использовал гитары Gibson SG и Epiphone Les Paul (в первую очередь его белый Les Paul по прозвищу «Pansy», который оказался популярным среди его поклонников, но был разбит на сцене) и усилители Marshall. С тех пор он перешел на использование Gibson Les Pauls и иногда использует Gibson SG. Он также использовал Fender Stratocaster в клипе на песню Desolation Row. В 2011 году он сотрудничал с Epiphone для разработки гитары Wilshire Phant-O-Matic, которую он использовал на сцене для тура My Chemical Romance «World Contamination», тура Honda Civic и для фестивалей в Рединге и Лидсе. Фрэнк использует усилители Orange Rockerverb MKII 100 и Orange 160 Watt Guitar 4x10 Vintage Cabinet.

## Личная жизнь и политические взгляды
У Фрэнка есть много татуировок, в том числе логотипы для групп Black Flag и The Misfits, символы любви к его родному штату Нью-Джерси, татуировка «Revenge». Многие татуировки были сделаны тату-мастером Kat Von D: монстр Франкенштейна и портреты его бабушек и дедушки, все из которых были представлены в книге Von D’s High Voltage Tattoo, а последняя из них была сделана в эпизоде ее реалити-шоу LA Ink, в котором был показан Фрэнк. В вышеупомянутой книге фон Д говорит, что она присутствовала на свадьбе Айеро, указывая, что они остались близкими друзьями. Фрэнк и Джамия Нестор также присутствовали на свадьбе Кэтрин и Рафаэля Рейеса 21 февраля 2018 года.
Айеро неоднократно выражал свою позицию по защите прав ЛГБТК+ сообщества, в том числе носил красную футболку с надписью «Homophobia is gay», которая полюбилась фанатам. Он также рассказал журналу Rock Sound, что голосовал за Барака Обаму на президентских выборах 2008 года.
Фрэнк был вегетарианцем около 12 лет, примерно до 2013 года. В 2008 году PETA назвала Айеро одним из самых сексуальных вегетарианцев мира, наряду с Алисой Милано.
5 февраля 2007 года Фрэнк женился на своей давней подруге Джамии Нестор, сделав ей предложение 25 мая 2006 года во время записи The Black Parade.
7 сентября 2010 года Айеро объявил на официальном сайте My Chemical Romance, что он и Джамия стали родителями девочек-близнецов Черри и Лили. 6 апреля 2012 года на своей странице в Твиттере объявил, что Джамия родила сына Майлза.
13 октября 2016 года Фрэнк получил ранения в результате автомобильной аварии, когда пустой пассажирский автобус врезался в их фургон, во время того, как он и его группа выгружали оборудование для шоу в Сиднее. Менеджер группы и Эван Нестор были зажаты между автобусом и фургоном, а Фрэнк оказался под передним колесом со стороны водителя. Втроем, они врезались в бордюр и проволочились по нему около трёх метров. Группа отменила все оставшиеся шоу 2016 года.
В ответ на президентские выборы в США в 2016 году Фрэнк написал в Твиттере: «Я чувствую грусть и стыд. Все, что я мог сказать сегодня утром своим детям, когда они проснулись, было: „Мне так жаль“».
Фрэнк является болельщиком футбольного клуба Ливерпуль.

## Дискография

### frnkiero and the cellabration
- Stomachaches (2014)

### Frank Iero and the Patience
- Parachutes (2016)
- Keep The Coffins Coming (2017)

### Solo
- «This Song Is a Curse» (2012)
- For Jamia (2012)
- «B.F.F.» (2014)
- «Extraordinary Girl» кавер для Kerrang Does American Idiot (2014)[20]

### Pencey Prep
- Heartbreak in Stereo (2001)

### Reggie and the Full Effect
- No Country for Old Musicians (2013)

### My Chemical Romance
- I Brought You My Bullets, You Brought Me Your Love (2002)
- Three Cheers for Sweet Revenge (2004)
- The Black Parade (2006)
- Danger Days: True Lives Of The Fabulous Killjoys (2010)

### Leathermouth
- XØ (2009)

### Death Spells
- Nothing Above, Nothing Below (2016)

### Frank Iero and The Future Violents
- Barriers (2019)
- Heaven is a Place, This is a Place (2021)